# Donato Carrisi
Donato Carrisi (* 25. března 1973 Martina Franca) je italský spisovatel, scenárista a režisér, filmový režisér. Je nositelem cen Bancarella, Screbanenco a David di Donatelo.

## Život a dílo
Vystudoval práva v Římě se specializací na kriminologii a behaviorální vědy. Právnickému povolání se věnoval krátce, brzy se stal spisovatelem a začal psát scénáře pro film a televizi. Začátky jeho tvorby jsou spjaty s divadlem, svou první komedii Molly, Morthy a Morgan napsal v 19 letech. Poté vznikly další komedie, například Cadaveri si nasce! rodí!“, Non tutte le ciambelle vengono per nuocere.
Vystudovaný obor inspiroval autora k napsání jeho prvního thrilleru Il suggeritore (Našeptávač), který vyšel v roce 2009. Román získal stejného roku cenu Bancarella. V roce 2011 následoval román Il tribunale delle anime a o rok později La donna dei fiori di carta. Za román L'ipotesi del male (Hypotéza zla) z roku 2013 obdržel téhož roku cenu Screbanenco. V roce 2014 vyšel thriller Il cacciatore del buio a o rok později La ragazza nella nebbia. Podle knihy La ragazza nella nebbia napsal scénář a roku 2017 ho zfilmoval. Za tuto filmovou adaptaci získal roku 2018 cenu Davida di Donatella. V roce 2016 vyšel thriller Il maestro delle ombre. O rok později vydal knihu L'uomo del labirinto (Muž z labyrintu), podle ní napsal scénář a v roce 2019 natočil stejnojmenný film. Román Il gioco del suggeritore (Našeptávačova hra) vyšel roku 2018 a La casa delle voci roku 2019. V roce 2020 vydal knihu Io sono l'abisso, podle svého scénáře tohoto thrilleru natočil stejnojmenný film. Kniha La casa senza ricordi vyšla.v roce 2022.
Donato Carrisi spolupracuje také s televizí, napsal scénář k televiznímu filmu z roku 2007 Násiríja, pravdivý příběh z Iráku, je také autorem scénářů pro televizní seriál z roku 2011 Zásahová jednotka a z roku 2007 Era mio fratello.
Své články publikuje v Corriere della Sera. V roce 2022 navštívil Svět knihy v Praze.